# Loučeň
Loučeň je městys v okrese Nymburk ve Středočeském kraji. Leží dvanáct kilometrů severně od Nymburka. Žije zde přibližně 1 400 obyvatel, jeho katastrální území má rozlohu 1 903 hektarů. Součástí městyse jsou i vesnice Patřín, Studce a Studečky.

## Historie
První písemná zmínka o obci pochází z roku 1223. Listina dokládající původní název Lucsan i existenci blízkých sídel je podepsána také rytířem Předslavem z Loučeně. V roce 1630 byla celá ves vypálena vojskem i s kostelem a farou. O devět let později byla zničena tvrz i s pivovarem a vinicemi. V roce 1704 byl na místě někdejší tvrze postaven zámek Loučeň, sídlo rodiny Thurn-Taxisů. Loučeň je zakreslena na mapě Království českého z roku 1725.
V roce 1813, v době napoleonských válek, bylo v obci a jejím okolí 70 tisíc ruských vojáků a způsobili zde značné škody. V roce 1885 dala princezna Eleonora z Thurn-Taxisů v obci postavit chudobinec svatého Františka, jehož obyvatele i dále podporovala. O pět let později zřídila ze dvou budov chudobinec svatého Karla Boromejského. V roce 1891 dala vybudovat opatrovnu a sirotčinec v domě nazvaný Nazaret. Bylo zde až dvacet sirotků, o něž se staraly čtyři řeholnice. Za první světové války byl v domě vojenský lazaret, později škola a pošta.
Roku 1906 byla povýšena na městečko. Od 10. října 2006 byl obci vrácen status městyse.
V městysi Loučeň (889 obyvatel, poštovní úřad, telegrafní úřad, telefonní úřad, četnická stanice, katol. kostel) byly v roce 1932 evidovány tyto živnosti a obchody: lékař, autodoprava, biograf Sokol, výroba cementového zboží, cukrář, obchod s drůbeží, fotoateliér, 4 holiči, 5 hostinců, kartáčník, klempíř, 2 koláři, košíkář, kovář, 3 krejčí, 2 malíři pokojů, mlátící družstvo, modistka, obchod s obuví Baťa, obuvník, pekař, pila, pohřební ústav, 2 pokrývači, radiopotřeby, 4 řezníci, 9 obchodů se smíšeným zbožím, spořitelní a záložní spolek pro Loučeň, šrotovník, 2 švadleny, tesařský mistr, 2 trafiky, 2 truhláři, velkostatek Thurn-Taxis, 2 zámečníci, zednický mistr.

## Obyvatelstvo
| Rok            | 1869  | 1880  | 1890  | 1900  | 1910  | 1921  | 1930  | 1950  | 1961  | 1970  | 1980  | 1991  | 2001  | 2011  | 2021  |
| -------------- | ----- | ----- | ----- | ----- | ----- | ----- | ----- | ----- | ----- | ----- | ----- | ----- | ----- | ----- | ----- |
| Počet obyvatel | 1 547 | 1 685 | 1 608 | 1 642 | 1 584 | 1 497 | 1 407 | 1 302 | 1 267 | 1 123 | 1 179 | 1 052 | 1 081 | 1 236 | 1 388 |
| Počet domů     | 215   | 247   | 253   | 277   | 291   | 321   | 358   | 444   | 373   | 372   | 385   | 501   | 552   | 603   | 672   |

## Správa městyse

### Územněsprávní začlenění
Dějiny územněsprávního začleňování zahrnují období od roku 1850 do současnosti. V chronologickém přehledu je uvedena územně administrativní příslušnost obce v roce, kdy ke změně došlo:
- 1850 země česká, kraj Jičín, politický i soudní okres Nymburk[9]
- 1855 země česká, kraj Mladá Boleslav, soudní okres Nymburk
- 1868 země česká, politický okres Poděbrady, soudní okres Nymburk
- 1936 země česká, politický i soudní okres Nymburk[10]
- 1939 země česká, Oberlandrat Kolín, politický i soudní okres Nymburk[11]
- 1942 země česká, Oberlandrat Hradec Králové, politický i soudní okres Nymburk[12]
- 1945 země česká, správní i soudní okres Nymburk[13]
- 1949 Pražský kraj, okres Nymburk[14]
- 1960 Středočeský kraj, okres Nymburk
- 2003 Středočeský kraj, okres Nymburk, obec s rozšířenou působností Nymburk

### Symboly městyse
Znak městyse je historický, vlajka byla městysi udělena rozhodnutím předsedkyně Poslanecké sněmovny Parlamentu České republiky dne 12. července 2023.

## Doprava
Dopravní síť
- Pozemní komunikace – Do městyse vedou silnice III. třídy.

- Železnice – Železniční trať ani stanice na území městyse nejsou.

Veřejná doprava 2011
- Autobusová doprava – V městysi měly zastávky autobusové linky jedoucí např. do těchto cílů: Křinec, Luštěnice, Mcely, Mladá Boleslav, Nymburk, Seletice, Všejany.

## Pamětihodnosti

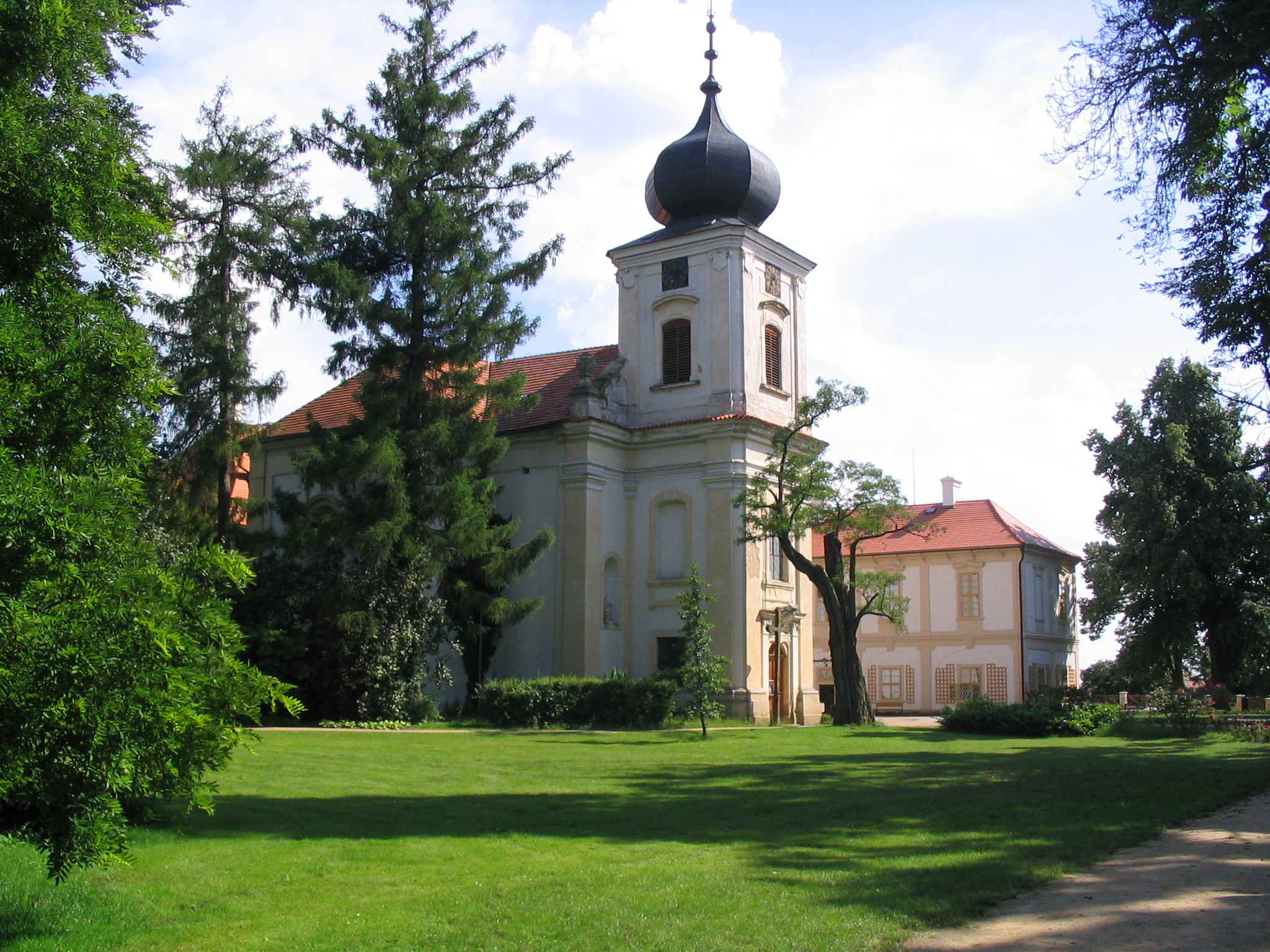
Barokní zámek s kostelem Nanebevzetí Panny Marie

- Barokní zámek s rozlehlým parkem, labyrinty a bludišti
- Kostel Nanebevzetí Panny Marie
- Svatojiřský les